# Gongyi (köpinghuvudort i Kina, Jilin Sheng, lat 41,51, long 126,28)
Gongyi är en köpinghuvudort i Kina. Den ligger i provinsen Jilin, i den nordöstra delen av landet, omkring 280 kilometer söder om provinshuvudstaden Changchun. Antalet invånare är 3 737. Befolkningen består av 1 851 kvinnor och 1 886 män. Barn under 15 år utgör 12,0 %, vuxna 15-64 år 77 %, och äldre över 65 år 10,0 %.
Runt Gongyi är det ganska tätbefolkat, med 60 invånare per kvadratkilometer. Närmaste större samhälle är Liudaogou, 11,2 km norr om Gongyi. I omgivningarna runt Gongyi växer i huvudsak blandskog.
Genomsnittlig årsnederbörd är 1 213 millimeter. Den regnigaste månaden är juli, med i genomsnitt 406 mm nederbörd, och den torraste är januari, med 11 mm nederbörd.